# Lac du Mâle (réservoir Gouin)
Pour les articles homonymes, voir Lac du Mâle.
Le lac du Mâle est un plan d'eau douce situé dans la partie Ouest du réservoir Gouin, dans le territoire de la ville de La Tuque, dans la région administrative de la Mauricie, dans la province de Québec, au Canada.
Ce lac s’étend surtout dans les cantons de Lacasse (partie Nord), de Toussaint (au Nord-Est), d’Hanotaux (à l’Ouest), de Crémazie (au centre Ouest), de Lemay (au centre Est), de Poisson (au Sud-Ouest) et d’Évanturel (au centre-Sud).
Les activités récréotouristiques constituent la principale activité économique du secteur. La foresterie arrive en second. La navigation de plaisance est particulièrement populaire sur ce plan d’eau, notamment pour la pêche sportive.
Le bassin versant du lac du Mâle est desservi du côté :
- Nord, par les routes forestières R2046 et R1045 laquelle relie le village d’Obedjiwan ;
- Ouest, par la route forestière R1009, desservant le réservoir Gouin ;
- Sud, par la route forestière R1009 et la R040.

La surface du lac du Mâle est habituellement gelée de la mi-novembre à la fin avril, toutefois la circulation sécuritaire sur la glace se fait généralement du début décembre à la fin de mars. La gestion des eaux au barrage Gouin peut entrainer des variations significatives du niveau de l’eau particulièrement en fin de l’hiver où l’eau est abaissée.

## Géographie
Avant la fin de la construction du barrage La Loutre en 1916, créant ainsi le réservoir Gouin, le lac du Mâle mesurait près de 30 km de longueur et constituait le principal plan d’eau de tête de la rivière Saint-Maurice. Après le deuxième rehaussement des eaux en 1948 avec l’aménagement du barrage Gouin, le lac du Mâle épousa sa forme actuelle, formant de nombreuses baies à travers des rives marécageuses. Ce plan d’eau comporte plusieurs baies qui constituaient autrefois des lacs voisins : baie Plamondon (réservoir Gouin) à l'Ouest, baie Mattawa au Sud-Ouest, baie Saraana au Sud-Est et baie Aiapew au Nord-Est.
Les principaux bassins versants voisins du lac du Mâle sont :
- côté nord : ruisseau de la Rencontre, ruisseau Plamondon (réservoir Gouin), rivière Pascagama, rivière Toussaint ;
- côté est : lac Bourgeois, baie Thibodeau, lac Toussaint (réservoir Gouin), lac Marmette (réservoir Gouin), lac Bureau (réservoir Gouin) (baie du Nord), rivière Nemio, baie du Rocher-Matci ;
- côté sud : lac Bureau (réservoir Gouin) (baie du Sud), baie Hanotaux, baie Adolphe-Poisson, baie Mattawa, baie Saraana, ruisseau Bignell, rivière Flapjack, baie du Rocher-Matci ;
- côté ouest : rivière Berthelot, rivière Pascagama, ruisseau Plamondon (réservoir Gouin), baie Hanotaux, baie Adolphe-Poisson, lac Saveney, rivière Mégiscane et lac Mercier.

D’une longueur de 36,6 km, à partir de l’embouchure de la baie Mattawa, le lac du Mâle s’étire vers le Nord-Est jusqu’à la baie Aiapew située dans la partie Nord du lac Bourgeois. De nature difforme, le lac du Mâle comporte plusieurs dizaines d’îles, de presqu’îles et de baies. Le lac du Mâle se rétrécit à seulement 1,0 km en son centre, formant la Passe Kaopatinak (longueur : 2,1 km), à cause d’une presqu’île s’avançant sur 5,7 km vers le Nord-Ouest et en face une presqu’île s’avançant sur 4,1 km vers le Sud-Est.

### Partie Nord-Est du lac
La partie Nord-Est du lac s’étire sur 16,4 km par 9,4 km, formant plusieurs baies secondaires. Ses principaux tributaires sont la rivière Piponisiw et le ruisseau de la Rencontre (venant du Nord).
Au Nord-Est du lac, un archipel délimite le lac du Mâle avec le lac Bourgeois. La plus grande de ces îles comporte une longueur de 6,9 km et une largeur de 2,9 km ; elle chevauche les cantons de Toussaint et de Lemay. Délimitée dans son côté Sud par la baie des Aigles, cette île est située à 6,0 km à l’Ouest du centre du village de Obedjiwan. Au Sud-Ouest du lac Bourgeois, la baie Thibodeau s’étend aussi derrière cet archipel.

### Partie Sud-Ouest du lac
La partie Sud-Ouest du lac s’étire sur 10,7 km par 12,4 km, jusqu’à la Passe Kaopatinak qui est situé au centre du lac. Cette partie Sud-Ouest comporte les principales baies suivantes : Saraana, Mattawa, Adolphe-Poisson, Hanotaux et Plamondon.
La plus grande île de cette partie du lac a une longueur de 8,0 km ; elle délimite la baie du rocher du rocher Matci, située du côté Est de la partie Sud-Est du lac.
L’embouchure du lac du Mâle est localisée au Nord-Est du Lac, soit à :
- 7,6 km à l’Ouest du centre du village de Obedjiwan lequel est situé sur une presqu’île de la rive Nord du réservoir Gouin ;
- 78 km à l’Ouest du barrage Gouin ;
- 127 km a Nord-Ouest du centre du village de Wemotaci (rive Nord de la rivière Saint-Maurice) ;
- 216 km au Nord-Ouest du centre-ville de La Tuque ;
- 320 km au Nord-Ouest de l’embouchure de la rivière Saint-Maurice (confluence avec le fleuve Saint-Laurent à Trois-Rivières)[2].

À partir de l’embouchure du lac du Mâle, le courant coule sur 89,5 km jusqu’au barrage Gouin, selon les segments suivants :
- 7,6 km vers l’Est en traversant le lac Bourgeois jusqu’au Sud du village d’Obedjiwan ;
- 81,9 km vers l’Est, en traversant notamment le lac Marmette (réservoir Gouin), puis vers le Sud-Est en traversant notamment le lac Brochu (réservoir Gouin), puis vers l’Est en traversant la baie Kikendatch, jusqu’au barrage Gouin.

À partir de ce barrage, le courant emprunte la rivière Saint-Maurice jusqu’à Trois-Rivières où il se déverse sur la rive Nord du fleuve Saint-Laurent.

## Toponymie
Jadis, ce plan d’eau était désigné en langue innu « Ayamba Sacahigan », tel que relevé en 1871 par l'arpenteur John Bignell, signifiant « lac au mâle ». En 1980, une enquête effectuée en territoire attikamek répertorie l'appellation « Aiapew Sakahikan », qui se traduit par « lac de l'orignal mâle ». La forme « Acohonan », signifiant « lac où on peut traverser » est aussi connue des Attikameks. Officiellement, jusqu’en 1945, ce plan d’eau était désigné « Grand lac du Mâle ».
La partie Sud du "lac du Mâle" comporte une baie désignée "Petit lac du Mâle" qui inclut le "Banc de Sable". Cette baie est située sur la rive Nord entre la baie Plamondon (réservoir Gouin) et la Passe Kaopatinak. Cette désignation toponymique daterait du début des années 1980.
Le toponyme "Lac du Mâle" a été officialisé le 18 décembre 1986 par la Commission de toponymie du Québec.